# Wybory w 2007
Wybory w 2007 – lista ogólnokrajowych wyborów i referendów, które przeprowadzone zostały w 2007 roku w suwerennych (de iure bądź de facto) państwach i ich terytoriach zależnych.

## Styczeń
| Data        | Państwo                       | Wybory        | Uwagi  |
| ----------- | ----------------------------- | ------------- | ------ |
| 19 stycznia | Demokratyczna Republika Konga | senackie      |        |
| 21 stycznia | Mauretania                    | senackie      | I tura |
| 21 stycznia | Serbia                        | parlamentarne |        |
| 25 stycznia | Gambia                        | parlamentarne |        |

## Luty
| Data      | Państwo        | Wybory        | Uwagi   |
| --------- | -------------- | ------------- | ------- |
| 4 lutego  | Mauretania     | senackie      | II tura |
| 9 lutego  | Turks i Caicos | parlamentarne |         |
| 11 lutego | Portugalia     | referendum    |         |
| 11 lutego | Turkmenistan   | prezydenckie  |         |
| 17 lutego | Lesotho        | parlamentarne |         |
| 25 lutego | Senegal        | prezydenckie  |         |

## Marzec
| Data     | Państwo    | Wybory        | Uwagi   |
| -------- | ---------- | ------------- | ------- |
| 4 marca  | Abchazja   | parlamentarne | I tura  |
| 4 marca  | Estonia    | parlamentarne |         |
| 6 marca  | Mikronezja | parlamentarne |         |
| 11 marca | Mauretania | prezydenckie  | I tura  |
| 18 marca | Abchazja   | parlamentarne | II tura |
| 18 marca | Finlandia  | parlamentarne |         |
| 25 marca | Mauretania | prezydenckie  | II tura |
| 26 marca | Egipt      | referendum    |         |
| 31 marca | Benin      | parlamentarne |         |

## Kwiecień
| Data        | Państwo         | Wybory                     | Uwagi                         |
| ----------- | --------------- | -------------------------- | ----------------------------- |
| 1 kwietnia  | Wallis i Futuna | parlamentarne              |                               |
| 4 kwietnia  | Madagaskar      | referendum                 |                               |
| 9 kwietnia  | Timor Wschodni  | prezydenckie               | I tura                        |
| 15 kwietnia | Ekwador         | referendum                 |                               |
| 21 kwietnia | Nigeria         | prezydenckie parlamentarne |                               |
| 22 kwietnia | Francja         | prezydenckie               | I tura                        |
| 22 kwietnia | Turcja          | prezydenckie               | I tura                        |
| 22 kwietnia | Syria           | parlamentarne              |                               |
| 27 kwietnia | Turcja          | prezydenckie               | I tura, wybór przez parlament |
| 29 kwietnia | Mali            | prezydenckie               |                               |

## Maj
| Data       | Państwo        | Wybory            | Uwagi                          |
| ---------- | -------------- | ----------------- | ------------------------------ |
| 2 maja     | Bahamy         | parlamentarne     |                                |
| 6 maja     | Burkina Faso   | parlamentarne     |                                |
| 6 maja     | Francja        | prezydenckie      | II tura                        |
| 6 maja     | Turcja         | prezydenckie      | II tura, wybór przez parlament |
| 9 maja     | Timor Wschodni | prezydenckie      | II tura                        |
| 10-12 maja | Seszele        | parlamentarne     |                                |
| 11 maja    | Mikronezja     | prezydenckie      | wybór przez parlament          |
| 12 maja    | Armenia        | parlamentarne     |                                |
| 12 maja    | Islandia       | parlamentarne     |                                |
| 14 maja    | Filipiny       | parlamentarne     |                                |
| 17 maja    | Algieria       | parlamentarne     |                                |
| 19 maja    | Rumunia        | referendum        |                                |
| 20 maja    | Bułgaria       | europarlamentarne |                                |
| 20 maja    | Wietnam        | parlamentarne     |                                |
| 24 maja    | Irlandia       | parlamentarne     |                                |
| 27 maja    | Syria          | prezydenckie      |                                |
| 31 maja    | Łotwa          | prezydenckie      | wybór przez parlament          |

## Czerwiec
| Data                  | Państwo           | Wybory        | Uwagi                                 |
| --------------------- | ----------------- | ------------- | ------------------------------------- |
| 3 czerwca             | Senegal           | parlamentarne |                                       |
| 10 czerwca            | Belgia            | parlamentarne |                                       |
| 10 czerwca            | Francja           | parlamentarne | I tura                                |
| 11 czerwca            | Egipt             | parlamentarne | do izby wyższej                       |
| 13 czerwca            | Izrael            | prezydenckie  | wybór przez parlament                 |
| 16 czerwca            | Samoa             | prezydenckie  | wybór przez parlament                 |
| 17 czerwca            | Francja           | parlamentarne | II tura                               |
| 20 czerwca 27 czerwca | Albania           | prezydenckie  | I tura, wybór przez parlament II tura |
| 24 czerwca            | Kongo             | parlamentarne | I tura                                |
| 30 czerwca            | Timor Wschodni    | parlamentarne |                                       |
| 30 czerwca-10 lipca   | Papua-Nowa Gwinea | parlamentarne |                                       |

## Lipiec
| Data                               | Państwo          | Wybory         | Uwagi                                                  |
| ---------------------------------- | ---------------- | -------------- | ------------------------------------------------------ |
| 1 lipca                            | Mali             | parlamentarne  | I tura                                                 |
| 1 lipca                            | Saint-Barthélemy | parlamentarne  |                                                        |
| 1 lipca                            | Saint-Martin     | parlamentarne  | I tura                                                 |
| 7 lipca                            | Łotwa            | referendum     |                                                        |
| 8 lipca                            | Saint-Martin     | parlamentarne  | II tura                                                |
| 8 lipca 11 lipca 14 lipca 20 lipca | Albania          | prezydenckie   | III tura, wybór przez parlament IV tura V tura VI tura |
| 19 lipca                           | Górski Karabach  | prezydenckie   |                                                        |
| 19 lipca                           | Indie            | prezydenckie   | wybory pośrednie                                       |
| 22 lipca                           | Kamerun          | parlamentarne  |                                                        |
| 22 lipca                           | Mali             | parlamentarne  | II tura                                                |
| 22 lipca                           | Turcja           | parlamentarne  |                                                        |
| 24 lipca                           | Wietnam          | prezydenckie   | wybór przez parlament                                  |
| 29 lipca                           | Japonia          | do Izby Radców |                                                        |

## Sierpień
| Data                                | Państwo      | Wybory        | Uwagi                                          |
| ----------------------------------- | ------------ | ------------- | ---------------------------------------------- |
| 5 sierpnia                          | Kongo        | parlamentarne | I tura                                         |
| 11 sierpnia                         | Sierra Leone | prezydenckie  |                                                |
| 18 sierpnia                         | Kazachstan   | parlamentarne |                                                |
| 18 sierpnia                         | Malediwy     | referendum    |                                                |
| 19 sierpnia                         | Tajlandia    | referendum    |                                                |
| 20 sierpnia 24 sierpnia 28 sierpnia | Turcja       | prezydenckie  | III tura, wybór przez parlament IV tura V tura |
| 22 sierpnia                         | Kiribati     | parlamentarne | I tura                                         |
| 25 sierpnia                         | Nauru        | parlamentarne |                                                |
| 28 sierpnia                         | Nauru        | prezydenckie  | wybór przez parlament                          |
| 30 sierpnia                         | Kiribati     | parlamentarne | II tura                                        |

## Wrzesień
| Data        | Państwo    | Wybory        | Uwagi                           |
| ----------- | ---------- | ------------- | ------------------------------- |
| 3 września  | Jamajka    | parlamentarne |                                 |
| 7 września  | Maroko     | parlamentarne |                                 |
| 9 września  | Gwatemala  | prezydenckie  | I tura                          |
| 16 września | Grecja     | parlamentarne |                                 |
| 23 września | Madagaskar | parlamentarne |                                 |
| 30 września | Ekwador    | parlamentarne | do Zgromadzenia Konstytucyjnego |
| 30 września | Ukraina    | parlamentarne |                                 |

## Październik
| Data               | Państwo    | Wybory                     | Uwagi                          |
| ------------------ | ---------- | -------------------------- | ------------------------------ |
| 6 października     | Pakistan   | prezydenckie               | wybór przez Kolegium Elekcyjne |
| 7 października     | Kostaryka  | referendum                 |                                |
| 9 października     | Etiopia    | prezydenckie               | wybór przez parlament          |
| 11 października    | Gibraltar  | parlamentarne              |                                |
| 14 października    | Togo       | parlamentarne              |                                |
| 17 października    | Kiribati   | prezydenckie               | wybór przez parlament          |
| 20 października    | Tokelau    | referendum                 |                                |
| 21 października    | Kirgistan  | referendum                 |                                |
| 21 października    | Polska     | parlamentarne              |                                |
| 21 października    | Salwador   | prezydenckie               | I tura                         |
| 21 października    | Szwajcaria | parlamentarne              |                                |
| 22-24 października | Tokelau    | referendum                 |                                |
| 27 października    | Oman       | parlamentarne              |                                |
| 28 października    | Argentyna  | prezydenckie parlamentarne |                                |

## Listopad
| Data         | Państwo           | Wybory                       | Uwagi   |
| ------------ | ----------------- | ---------------------------- | ------- |
| 3 listopada  | Mariany Północne  | parlamentarne                |         |
| 4 listopada  | Gwatemala         | prezydenckie                 | II tura |
| 5 listopada  | Trynidad i Tobago | parlamentarne                |         |
| 11 listopada | Salwador          | prezydenckie                 | II tura |
| 13 listopada | Dania             | parlamentarne                |         |
| 17 listopada | Kosowo            | parlamentarne                |         |
| 19 listopada | Wyspy Marshalla   | parlamentarne                |         |
| 20 listopada | Jordania          | parlamentarne                |         |
| 24 listopada | Australia         | parlamentarne                |         |
| 25 listopada | Chorwacja         | parlamentarne                |         |
| 25 listopada | Rumunia           | europarlamentarne referendum |         |

## Grudzień
| Data       | Państwo          | Wybory                     | Uwagi             |
| ---------- | ---------------- | -------------------------- | ----------------- |
| 2 grudnia  | Rosja            | parlamentarne              |                   |
| 2 grudnia  | Wenezuela        | referendum                 |                   |
| 9 grudnia  | Pitcairn         | parlamentarne              |                   |
| 9 grudnia  | Turkmenistan     | parlamentarne              |                   |
| 16 grudnia | Kirgistan        | parlamentarne              |                   |
| 18 grudnia | Bermudy          | parlamentarne              |                   |
| 19 grudnia | Korea Południowa | prezydenckie               |                   |
| 23 grudnia | Tajlandia        | parlamentarne              |                   |
| 23 grudnia | Uzbekistan       | prezydenckie               |                   |
| 27 grudnia | Kenia            | prezydenckie parlamentarne |                   |
| 31 grudnia | Bhutan           | parlamentarne              | do Rady Narodowej |